# Jaroslav Trantina
Jaroslav Trantina (zvaný též Jaro, 16. prosince 1891 Královské Vinohrady – 6. června 1954 Praha-Královské Vinohrady) byl československý házenkář (brankář), člen Sokola a sportovní funkcionář, průkopník, kodifikátor a propagátor národní házené v Československu i ve světě. Významnou měrou se, jako předseda Československého svazu házené a ženských sportů a posléze funkcionář Mezinárodní ženské sportovní federace, podílel na rozvoji vrcholového sportu žen, mj. spoluorganizací III. ženských světových her v Praze roku 1930, a následně pak i začlenění soutěže žen do Letních olympijských her.

## Život

### Mládí
Narodil se na Královských Vinohradech u Prahy. Sportovat začal v rámci vinohradského Sokola, kde začal roku 1906 hrát národní házenou, tehdy nový sport ujednocený cvičitelem Josefem Klenkou, částečně založený na handballu, sportu původem z Dánska. Roku 1909 vstoupil do Kroužku házené Vinohrady, rok po založení takového klubu v Praze. Stal se žákem profesora tělesné výchovy Antonína Krištofa, který upravil a modernizoval pravidla házené, a po jeho náhlé smrti roku 1910 pokračoval v jeho práci ve prospěch tohoto sportu.

### Československý svaz házené a ženských sportů
Po skončení první světové války a obecnému uvolnění společenského prostředí po vzniku Československa vydal Trantina na přelomu let 1919 až 1920 přepracovaná pravidla házené. Roku 1920 byl založen Československý svaz házené a ženských sportů, jehož se Trantina stal předsedou. Jelikož tehdy šlo o téměř jediný kolektivní sport, kterému se ženy organizovaně věnovaly, sloužil tento svaz záhy též jako prostředek k organizaci ženských sportovních klání. Krátce po svém založení evidoval svaz přes 100 házenkářských klubů s celkem více než 2500 členy. Házená se v dalších letech začala šířit také na Slovensku a v Jugoslávii (40 klubů v roce 1923, mistrem byl tehdy chorvatsky klub HAŠK Záhřeb).

### Mezinárodní ženské sportovní federace

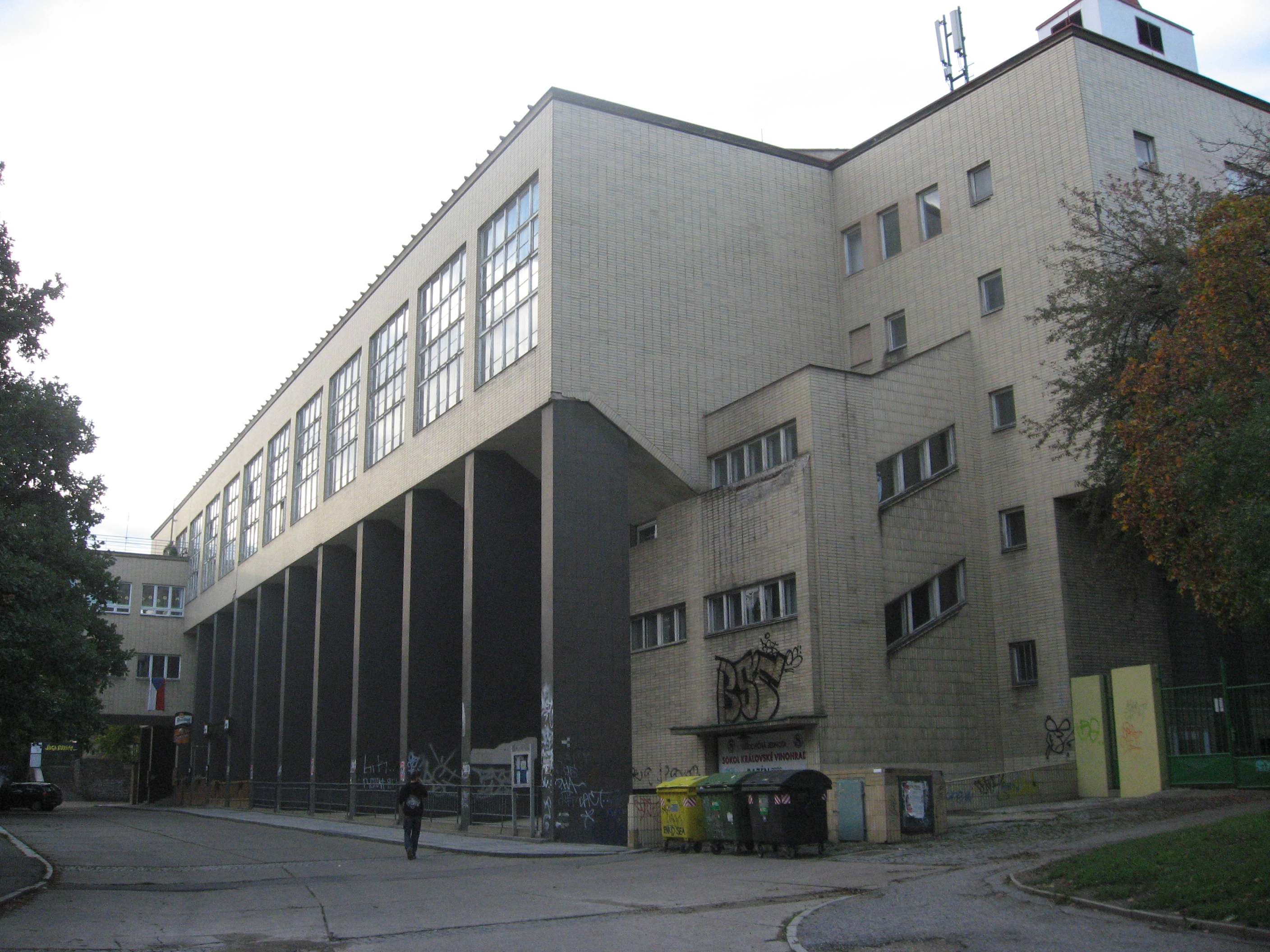
Vinohradská sokolovna

Československý svaz házené a ženských sportů v roce 1921 spolu s Francií, Amerikou, Anglií, Itálií, Švýcarskem a Švédskem založil v Paříži Mezinárodní federaci ženských sportů, která začala usilovat o vytvoření prvního ročníku Světových ženských her, obdoby obdobě letních olympijských her, kterých se do té doby účastnili téměř výhradně muži. Dále také mj. uznala českou házenou jako mezinárodní hru a přebrala česká pravidla jako oficiální. První Světové ženské hry, do té doby největší mezinárodní soutěž s účastí ženských sportovkyň, byly uspořádány roku 1922 v Paříži, kde byl Trantina s československou výpravou přítomen. S přípravou reprezentace asistoval též profesor tělovýchovy a sportovní trenér československé reprezentace na LOH 1920, Čechoameričan Josef Amos Pípal, který např. daroval československým běžkyním tretry. Československé atletky zde dosáhly několika medailových úspěchů a také vytvořily několik ženských světových rekordů.

### III. Ženské světové hry
Roku 1924 byl Jaroslav Trantina zvolen viceprezidentem FSFI a aktivně se tak zapojoval do činnosti svazu. Vedle vedení svazu čs. házené a že byl rovněž zvolen členem předsednictva Mezinárodní amatérské atletické federace (IAAF). Mj. díky tomu docílil spolu s ostatními rozhodnutí FSFI o uspořádání III. Ženských světových her v Praze roku 1930, kde působil a jako předseda technického odboru akce (předsedou byl ministr Josef Švagrovský). Jejich součástí byla také národní házená, ve které československé házenkářky získaly zlato (vítězstvím nad Polskem 17:0)
Roku 1930 pak Trantina neobhájil funkci v IAAF. Rovněž činnost FSFI dospěla roku 1936 naplnění, kdy na LOH v Berlíně se poprvé představila ženská sportovní klání, a organizace tak byla roku 1937 zrušena. Trantina se dále věnoval činnosti v klubu Sokol Vinohrady, posléze působil jako předseda házenkářského vinohradského oddílu Rapid. Po útlumu během druhé světové války se po jejím skončení podílel na obnovení sportovních soutěží.

### Úmrtí
Jaroslav Trantina zemřel 6. června 1954 ve vinohradské nemocnici.